# اسکلارئولید
اسکلارئولید (به انگلیسی: Sclareolide) یک ترکیب شیمیایی با شناسه پاب‌کم ۶۱۱۲۹ است.